# Chrysotus palpiger
Chrysotus palpiger är en tvåvingeart som först beskrevs av Wheeler 1890.  Chrysotus palpiger ingår i släktet Chrysotus och familjen styltflugor. Inga underarter finns listade i Catalogue of Life.